# Рожик Павло Леонідович
Павло Леонідович Рожик (1997—2023) — старший солдат збройних сил України, учасник російсько-української війни.

## Життєпис
Народився 15 січня 1997 року в селі Кам'янка Городоцького району. Після закінчення школи навчався у Хмельницькому національному університеті. 
У 2017 році призваний на військову службу. 
Всього за тиждень до початку повномасштабного вторгнення звільнився з лав національної гвардії. І вже після початку великої війни долучився до лав в ТрО, служив у 106 бригаді територіальної оборони.
Загинув 22 серпня 2023 року в населеному пункті Козачі Лагері.

## Нагороди та вшанування
- Орден «За мужність» III ступеня[1].
- Почесний громадянин Хмельницької міської територіальної громади